# 天璽 (香港)

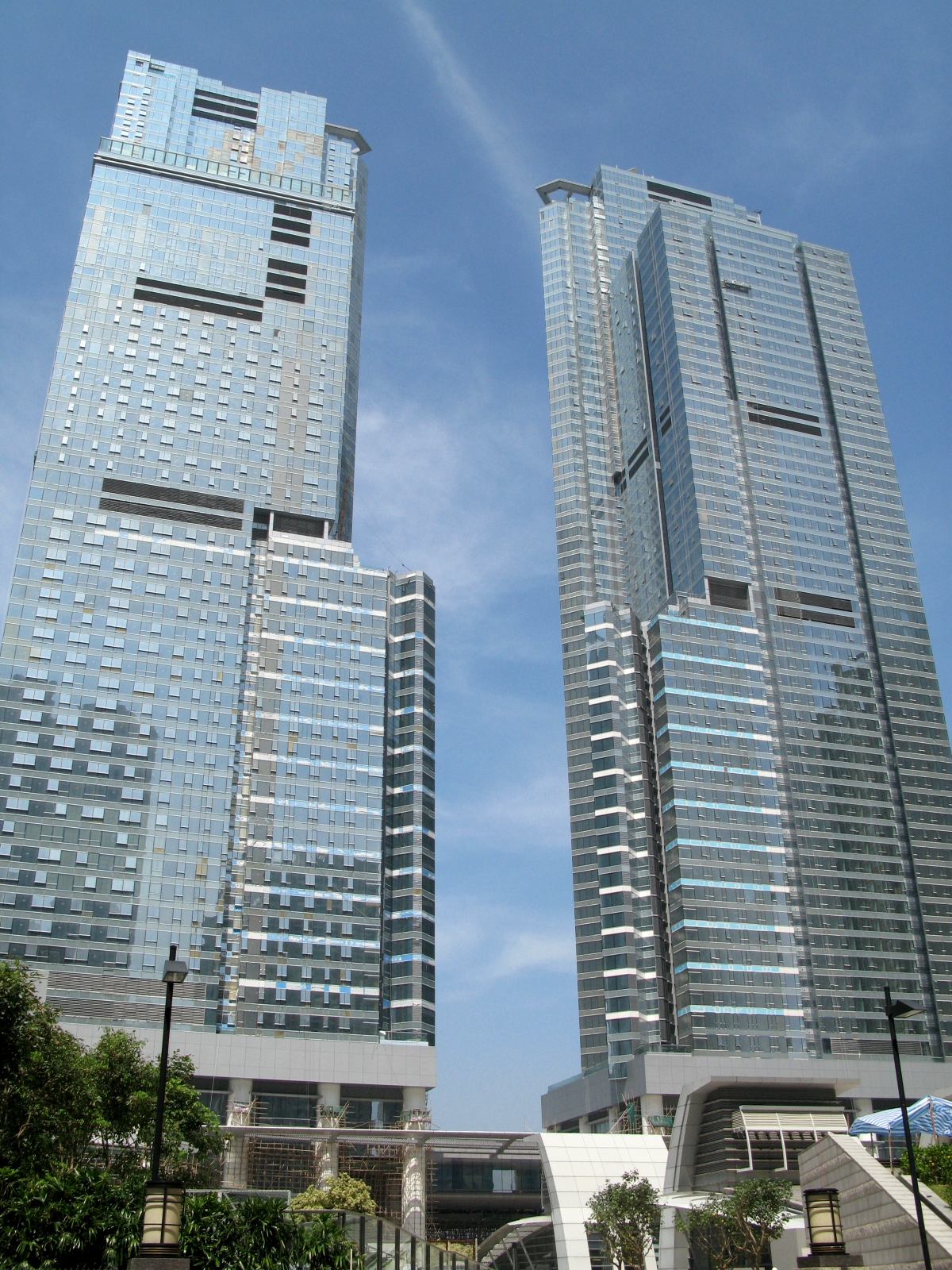
九龍駅側から見た天璽

天璽（てんじ、英語：The Cullinan）とは、香港の九龍 (Kowloon)、西九龍 (West Kowloon) 地区のユニオンスクエア内に位置する高級住宅である。
2003年に建設が始まり、2008年12月6日に完成した。低層部は共有しているが、中層部から高層部は北棟 (North Tower) と南棟 (South Tower) との二つの棟に分かれる、は香港で最も高い構造の住居棟である。また北棟にはスターウッド・ホテルチェーンのダブリュー・ホテル (W Hotels) が入居している。また他のスペースは、テナントオフィスビルとしても利用される見込みである。

## 概要
天璽は、九龍の西九龍に建設が進められているユニオンスクエアの中核施設のひとつとして、2002年より建設が進められた。天璽と言う名称が決定される以前は、九龍站第六期 (Union Square Phase 6) と呼ばれていた。香港の地下鉄事業者の地鐵公司 (MTR Corporation) と、総合不動産会社である新鴻基地産 (サンフンカイ) などによって建設された。

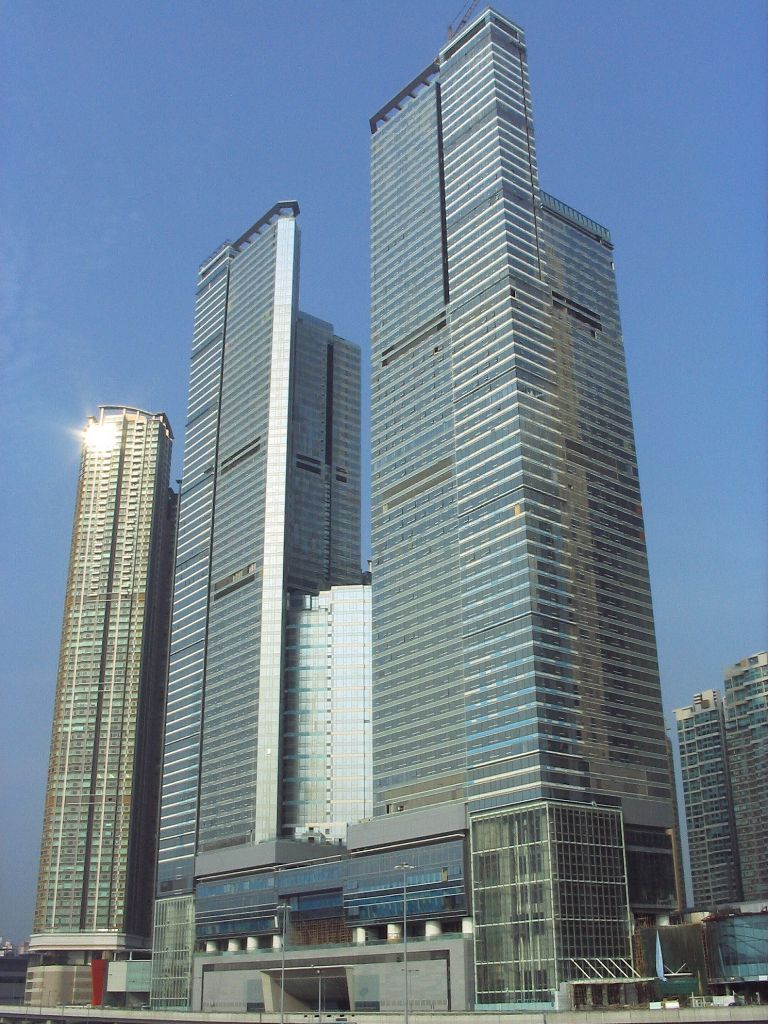
天璽 (Union Square Phase 6)

天璽は高さ269.9mで、地上68階建てである。香港国際空港への空港連絡路線であるMTRの機場快線 (Airport Express Line)、及びその補完路線である東涌線 (Tung Chung Line) の発着する九龍駅直上に作られている。また正面にはヴィクトリア湾、及び西九龍公路 (West Kowloon Highway) を臨んでいる。

## 周辺施設
- ダブリュー・ホテル香港
- MTR九龍駅
- 圓方商場 (エレメンツ)
- ユニオンスクエア
- 環球貿易広場 (International Commerce Centre)
- ソレント（擎天半島：Sorrento）
- ザ・ハーバーサイド（君臨天下：The Harbourside）
- ザ・アーチ（凱旋門：The Arch）
- 西区海底トンネル（西區海底隧道：Western Harbour Crossing）

## 交通
- MTR九龍駅、柯士甸駅利用
- その他バス（巴士）、ミニバス（小巴）など利用